# Peter der Große (Fernsehserie)
Peter der Große (Originaltitel: Peter the Great) ist eine US-amerikanische Historienserie aus dem Jahr 1986 unter der Regie von Marvin J. Chomsky und Lawrence Schiller, basierend auf Robert K. Massies Roman Peter the Great: His Life and World aus dem Jahr 1980. In der Serie spielt ein Vielzahl von Stars mit, darunter Maximilian Schell, Vanessa Redgrave, Omar Sharif, Trevor Howard, Laurence Olivier, Helmut Griem, Jan Niklas, Elke Sommer, Renée Soutendijk, Ursula Andress und Mel Ferrer.

## Handlung
Erster Teil: Die Handlung beginnt mit dem Aufstand der Strelitzen, die – angestachelt von Peters Halbschwester Sofia – Peters Mutter und ihn ermorden wollen (Moskauer Aufstand 1682). Durch das Eingreifen von Alexander Menshikov wird dies verhindert. Fürst Romodanovsky und der Patriarch treffen eine Vereinbarung mit Sofia und Peters Mutter: Sofia wird Regentin, bis die beiden Halbbrüder Peter und Iwan volljährig sind. Dafür werden beide Brüder als Zaren gekrönt.

## Hintergrund
Gedreht wurde teilweise an Originalschauplätzen in der Sowjetunion, darunter in Moskau, in Susdal und auf dem Gelände des Poi Kalon in Buchara, sowie an verschiedenen Orten in Österreich, darunter Schloss Schönbrunn, Burg Kreuzenstein und Rust.

## Kritik
„Ein (Fernseh-)Epos voller Intrigen, das schauprächtig ein entscheidendes Kapitel russischer Geschichte auffächert, sich zwar nicht immer an die historischen Fakten hält, aber solide Unterhaltung in breitem Erzählduktus liefert. Allein die prominente Besetzung lohnt einen Blick.“

„Nicht so groß wie der Name verspricht.“